# Quantum praedecessores
《Quantum praedecessores》是教宗尤金三世于1145年12月1日发布的教宗诏书，其旨在号召发动第二次十字军东征。这是历史上首份以十字军为主题发布的教宗诏书。该诏书的颁布直接回应了1144年12月埃德萨伯国的陷落。
自1145年起，来自东方的朝圣者不断将埃德萨沦陷的消息传至欧洲，安条克公国、耶路撒冷王国和小亚美尼亚王国随后更直接向驻维泰博的教廷派遣使团。
与其他教宗诏书类似，这份文件并无正式标题，其名称源自拉丁文开篇词句："Quantum praedecessores nostri Romani pontifices pro liberatione Orientalis Ecclesiae laboraverunt, antiquorum relatione didicimus, et in gestis eorum scriptum reperimus"，中文意为"我们通过古代文献的记载，并见诸历史记录得知，罗马教廷的前任教宗们为解放东方教会付出了何等的努力"。
这份在维泰拉颁布的诏书简要回顾了第一次十字军东征的功绩，并对基督教世界最古老城市之一的埃德萨失守表示哀痛。诏书直接致信法兰西国王路易七世及其臣民，承诺凡参加十字军者均可获得罪赦，其家人与财产将受到教会保护——这一条款完全沿袭了教宗乌尔班二世在第一次十字军时期的承诺。诏书还规定，完成东征或中途殉道者将获得完全赦免而不需经过告解。
路易七世此前已着手筹备独立于教宗诏书的东征计划，最初可能完全未理会这份诏书。据推测，来自东方的使团可能已先行与法王接触。然而通过与神学家克莱尔沃的伯尔纳铎商议，路易最终寻求教宗的祝福，使此次东征获得教廷的全面支持。1146年3月1日诏书重新颁布后，伯尔纳铎开始在法兰西全境布道，随后更前往神圣罗马帝国劝说德意志国王康拉德三世加入东征。
尽管这是首份明确号召十字军的教宗诏书，但教廷在此后远征过程中基本处于缺席状态。第一次十字军东征时并未发布此类诏书——1095年克莱蒙会议后，东征理念通过民众布道迅速传播。乌尔班二世通过派遣勒皮主教阿希马尔等教廷特使，始终被视为东征的精神领袖。至12世纪中叶，教宗权威因罗马公社控制罗马城而有所削弱。虽然此次东征仍有教廷特使随行，但远征主导权完全掌握在路易与康拉德手中，而非罗马教廷。
此次十字军主力在小亚细亚行军途中即告溃散。路易与康拉德后来虽与耶路撒冷国王的军队会合，但1148年对大马士革的围攻仍以失败告终。